# ستيفن سلايطة
ستيفن سلايطة(بالإنجليزية: Steven Salaita)‏ (من مواليد 1975) هو باحث أمريكي ومؤلف ومتحدث عام كان يشغل سابقا منصب إدوارد دبليو سعيد رئيس الدراسات الأمريكية في الجامعة الأميركية في بيروت. أصبح مركزا للجدل عندما سحبت جامعة إلينوي عرضها المشروط من العمل كأستاذ للدراسات الهندية الأمريكية بعد توجيه الانتباه إلى تغريداته على الصراع بين غزة وإسرائيل عام 2014. كان ينظر إلى تغريداته على أنها انتقاد للحكومة الإسرائيلية من قبل البعض، وكما تعبر عن معاداة السامية من قبل الآخرين. 
نتيجة لنقده الصريح لمعالجة الجامعة لحالته، كتبت صحيفة هآرتس أن سلايطة أنشأ «وضع المشاهير في دائرة المحاضرات» لحديثه «إسكات المعارضة». 

## الحياه المبكره والتعليم
ولد سلايطة في بلوفيلد، ولاية فرجينيا الغربية في 15 سبتمبر 1975، لوالدين مهاجرين. ولدت والدته وترعرعت في نيكاراغوا من قبل الآباء الفلسطينيين الذين نشأوا في بيت جالا. وهو يصف خلفيته العرقية على حد سواء بالأردنية والفلسطينية. ويقول في أحد المقابلات إن والد سلايطة كان من مادبا، الأردن. فقدت جدته الأم منزلها في عين كارم خارج القدس عام 1948. 
تلقى سلايطة دراسته في العلوم السياسية من جامعة رادفورد في عام 1997، والماجستير في اللغة الإنجليزية من رادفورد في عام 1999. أكمل الدكتوراه في جامعة أوكلاهوما في الدراسات الأمريكية الأصلية مع التركيز الأدب. 

## مساره المهني
بعد الانتهاء من الدكتوراه، أصبح سلايطة أستاذا مساعدا للغة الإنجليزية في جامعة ويسكونسن وايت ووتر، حيث درس الأدب الأمريكي والعرقي الأمريكي حتى عام 2006. ثم تم تعيينه كأستاذ مشارك في اللغة الإنجليزية في فرجينيا للتكنولوجيا، وحصل على مدة بعد ثلاثة سنوات. بالإضافة إلى تدريس دورات اللغة الإنجليزية، كتب سلايطة عن مواضيع الهجرة، والشعوب الأصلية، والخلع، والعرق، والتعددية الثقافية. مايكل هيلتزيك من لوس انجلوس تايمز يشير إليه بأنه «باحث محترم في الدراسات الهندية الأمريكية والعلاقات الإسرائيلية العربية». 
فاز سلايطة بجائزة غوستافوس مايرز المتميزة لعام 2007 لكتاب «العنصرية المناهضة للعرب» في الولايات المتحدة الأمريكية: من أين يأتي وما يعنيه السياسة اليوم. واعترف مركز غوستافوس مايرز لدراسة التعصب وحقوق الإنسان كتاب سلايطة باعتبارها واحدة من «توسيع فهمنا للأسباب الجذرية للتعصب ومجموعة من الخيارات كما نحن البشر في بناء طرق بديلة لتقاسم السلطة». ووصف ميريام كوك، الأستاذ في جامعة ديوك، الكتاب بأنه «تحليل صارخ للعنصرية المعادية للعرب، من المحافظين الجدد إلى الليبراليين، المتأصلين في الماضي الاستعماري للمستوطنين الأمريكيين، ويغوصون في كل ركن من أركان حياتنا، ويأخذ ستيفن سلايطة القارئ إلى أزمة المجتمعات العربية الأمريكية في أعقاب الحادي عشر من سبتمبر / أيلول. وبهذه الشغف، فإن هذا الحساب الواضح لمخاطر الإمبريالية الأمريكية يرسم صورة مظلمة لجدول أعمال إدارة بوش ليس فقط في العالم العربي بل أيضا لأشخاص اللون في المنزل.» 
استعرض سنان أنتون، الأستاذ المساعد في جامعة نيويورك، كتاب سلايطة بعنوان «الأرض المقدسة في العبور: الاستعمار والسعي إلى كنعان»، الذي نشر في عام 2006. وجد مقاربة الكاتب المقارن للكتاب الأمريكيين الفلسطينيين والأمريكيين الأصليين وتأثير السياسة على إنتاج «منعش». وقد وجد الفصل الأقوى هو الفصل الذي خصص لتجربة سلايطة الشخصية في إنفاق صيف عام 2002 في مخيم شاتيلا للاجئين حيث قدم دراسات السكان الأصليين إلى السكان وطوروا وجهات نظر حول كيفية «يمكن للروايات البديلة أن توسع من وعي الدعاة الاستعماريين». ويلاحظ أنطون أن سلايطة اقتصر نطاقه على النثر والأدب الفلسطيني المحدود على الترجمات الإنجليزية. 
في عام 2013، تمت دعوة سلايطة لإجراء مقابلة مع برنامج إيس (برنامج الدراسات الهندية الأمريكية في جامعة إلينوي في أوربانا شامبين). كان هناك 80 المتقدمين وكان سلايطة واحداً من ستة مدعوين إلى الحرم الجامعي. وكان اختيار بالإجماع من أعضاء هيئة التدريس لملء هذا المنصب. كتب البروفسور روبرت ألين واريور، مدير إيس، أن لسلايطة «مساهمات جديدة ومقنعة في المشروع الفكري لنقد لمفهوم العقيدة، الذي هو... جوهر ما جعلنا قائدا دوليا في مجال عملنا»، وان مساهمة سلايطة ستسمح للإدارة «بالانخراط مع الانعكاسات الاوسع للانتماء المقارن داخل وخارج الامبريالية الأمريكية والعسكرة الأمريكية في أمريكا الشمالية والباسيفيك ليشمل الشرق الأوسط». وقد عمل المحارب مع سلايطة سابقا، كعضو في لجنة الدكتوراة. 
كتب الدكتور ريجينالد ألستون، المستشار المساعد، عن ترشيح سلايطة: «إن الطابع الفريد لمنحه الدراسية على تقاطع الخبرات الأمريكية الهندية والفلسطينية والأمريكية الفلسطينية يوفر فرصة نادرة لإضافة منظور مقصور على فئة معينة على عدم الانتماء إلى برامجنا للدراسات الثقافية في الحرم الجامعي.... أنا أؤيد تقديم الدكتور سلايطة موقف مؤكد بسبب القيمة الفكرية الواضحة التي ستقدمه دراسته وخلفيته إلى حرمنا، ووجوده سيرفع إيس دوليا، وينقل التزام إلينوي بالحفاظ على برنامج أكاديمي رائد في التاريخ والتعقيدات الاجتماعية والسياسية للثقافة الأمريكية الهندية». ثم عرض سلايطة موقف المؤمن عليه؛ وبعد ذلك سحبت الجامعة عرضها، كما هو مفصل أدناه. 
في يوليو 2015 أعلن سلايطة أنه قبل عرض رئيس إدوارد دبليو سعيد للدراسات الأمريكية في الجامعة الأميركية في بيروت، وسيبدأ مهمته في خريف عام 2015. لم يتم تجديد موقف سلايطة في جامعة بيروت بسبب بعض التناقضات في توظيفه. وذكرت الجامعة أنها كانت «مخالفات إجرائية». 
في عام 2017، أعلن سلايطة أنه يغادر الأوساط الأكاديمية لأنه لا توجد مؤسسة توظفه للعمل بدوام كامل. 

## خلافات

### جدل فرجينيا تك «دعم قواتنا»
أثناء التدريس في فرجينيا تك في 2013 أصبح سلايطة مركز الجدل بعد كتابة مقال شرح فيه رفضه تأييد شعار «دعم قواتنا». وقال سلايطة «في السنوات الأخيرة لقد نمت من النداءات نيابة عن القوات، التي تكثف بما يتناسب مع القتال أو عدم شعبية محتملة للمغامرة الإمبراطورية دو جور». وانتقد ما أسماه «الوطنية غير المتعمدة». 
[بحاجة لمصدر]
كان هناك رد فعل متنوع على المقال، مع بعض الناس يدعو إلى طرده، وانتقد الجامعة والبعض يدعو إلى الترحيل أو الموت على وسائل الاعلام الاجتماعية. وقال المتحدث باسم الجامعة لورانس ج. هينكر نائب الرئيس المساعد للعلاقات الجامعية إن الجامعة تدعم حرية سلايطة في التعبير، ولكنها أضافت: «في حين أن أستاذ مساعدنا قد يكون صوت مسموع على Salon.com، فإن آرائه لا تعكس رأي المجتمع الجامعي الأكبر». وكان ما يقرب من 40 من اساتذة جامعة فيرجينيا قد وقعوا احتجاجا على تصريحات هينكر في رسالة إلى صحيفة الطلبة الكولومبية انتقد فيها أعضاء هيئة التدريس بيان الجامعة بانه «غير مرض تماما» و «يشك في التزامهم بالحرية الاكاديمية». 
تعليقا على آراء سلايطة والجدل المحيط بها، أشار جريج شولتز، من الرابطة الأمريكية لأساتذة الجامعات، إلى أن «تعزيز الحرية الأكاديمية يمكن أن يكون أمرا صعبا بل محرجا للجامعات، ولكننا نجد أن المؤسسات الأكثر سمعة تمنح أكبر قدر من الحرية.» 

### جدل توظيف جامعة إلينوي
يشير جدل ستيفن سلايطة إلى النقاش والعواقب التي تلت ذلك بعد أن سحب فيليس م. وايس، المستشار آنذاك في جامعة إلينوي في أوربانا شامبين عرضا مشروعا للعمل في سلايطة ، بعد مراجعة التغريدات التي ظهرت على حساب سلايطة على تويتر، والتي كان ينظر إليها من قبل البعض على أنها نيمسلي و / أو معاداة السامية.
قد استقال سلايطة من منصبه في جامعة فرجينيا للتكنولوجيا استعدادا للانتقال إلى إلينوي، ولكنه لم يبدأ التدريس، ولم يوافق مجلس أمناء الجامعة رسميا على عرض التوظيف.
في جامعة إلينوي، يتلقى كل مرشح جديد للعمل رسالة تحتوي على «عرض مشروط للتوظيف» يوضح بوضوح أن عروض التوظيف ليست رسمية إلى أن يوافق عليها المجلس، وعندما صوت المجلس على تعيين سلايطة، المستشار الحكيم ورفض سلايطة كعضو هيئة التدريس.
قد حارب سلايطة القرار، قائلا إن العرض الشرطي الأصلي كان في الواقع عرضا قانونيا للعمالة، وأعلن انتهاك حقوقه الأكاديمية، وأصر على أن الجامعة تتابع خطتها الأصلية لتوظيفه، بدلا من تقديم تسوية مالية. 
في أغسطس 2015، وجد أن وايز قد استخدمت حساب البريد الإلكتروني الشخصي لمناقشة بعض جوانب قضية سلايطة مع الآخرين. 
ينص قانون حرية المعلومات في إلينوي على أنه مع بعض الاستثناءات، فإن أي بريد إلكتروني لمسؤول حكومي يتم فيه مناقشة أعمال الدولة هو وثيقة عامة. ليس من غير القانوني مناقشة أعمال الدولة في حساب بريد إلكتروني شخصي، ولكن يجعل حساب (حسابات) البريد الإلكتروني الشخصي خاضعا للتفتيش من قبل مكتب فويا التابع للجامعة. 
بعد فترة وجيزة من استقالة وايز، نشر 41 رئيس قسم وكرسي ومدير رسالة مفتوحة تدعو المستشارة بالإنابة باربرا ويلسون والرئيس تيموثي كيلين إلى المطالبة بإعادة سلايطة في اجتماع مجلس الإدارة في سبتمبر 2015. وحظيت قضية سلايطة باهتمام وطني بالحرية الأكاديمية لأعضاء هيئة التدريس. 
نتيجة لهذا الجدل، تعرضت الجامعة للرقابة من قبل الرابطة الأمريكية لأساتذة الجامعات (آوب)، ومنحت سلايطة أخيرا أكثر من 800,000 دولار كنتيجة لعملية تسوية. 